# Abdij van Schussenried
De Abdij van Schussenried was een tot de Zwabische Kreits behorende abdij binnen het Heilige Roomse Rijk. De plaats heet nu Bad Schussenried.
De ridders Berengar en Koenraad van Schussenried stichtten in 1183 bij hun burcht een premonstratenzerabdij. Zij vermaakten hun bezit aan het klooster en traden als broeder tot de kloostergemeenschap toe. De eerste monniken kwamen uit het klooster Weißenau. Het klooster werd in 1215 door de paus erkend. Rooms-koning Hendrik VII stelde Weißenau in 1227 onder bescherming van het Rijk en in 1376 werd het klooster rijksvrij.
De proosdij werd in 1440 tot abdij verheven. In 1487 maakte keizer Frederik III het vrij van externe gerechten en in 1512 verleende keizer Maximiliaan I het halsgerecht.
Paragraaf 24 van de Reichsdeputationshauptschluss van 25 februari 1803 regelt het volgende:
De graaf van Sternberg krijgt wegens het verlies van Blankenheim, Junkerrath, Gerolstein en Dollendorf de abdijen Schussenried en Weißenau. Artikel 24 van de Rijnbondakte van 12 juli 1806 stelt de graafschappen Schussenried en Weißenau onder de soevereiniteit van het koninkrijk Württemberg: de mediatisering.

## Gebied
Schussenried, Michelwinnaden, Otterswang, Reichenbach, Stafflangen, Winterstettendorf en Allmannsweiler